# مرکز محله درب باغ
مرکز محله درب باغ مربوط به دوره صفوی - دوره قاجار است و در کاشان، خیابان فاضل نراقی، محله درب باغ واقع شده و این اثر در تاریخ ۱۹ مرداد ۱۳۸۴ با شمارهٔ ثبت ۱۲۹۷۶ به‌عنوان یکی از آثار ملی ایران به ثبت رسیده است.